# Moctezuma 3.ª Sección
Moctezuma 3.ª Sección es una ranchería del municipio de Paraíso ubicado en la subregión de la Chontalpa del estado mexicano de Tabasco.

## Geografía
La localidad se ubica a 6.6 kilómetros (en dirección noroeste) de la localidad de Paraíso, la cabecera y lugar más poblado del municipio. Se sitúa en las coordenadas geográficas 18°21′21″N 93°15′33″O / 18.355833, -93.259167, a una elevación de 0 metros sobre el nivel del mar.

## Demografía
Según el Conteo de Población y Vivienda 2020, efectuado por el Instituto Nacional de Estadística y Geografía, la localidad de Moctezuma 3.ª Sección (El Cerro) tiene 878 habitantes, de los cuales 452 son del sexo masculino y 426 del sexo femenino. Su tasa de fecundidad es de 2.6 hijos por mujer y tiene 220 viviendas particulares habitadas.
| Gráfica de evolución demográfica de Moctezuma 3.ª Sección entre 1980 y 2020 |
|                                                                             |
| INEGI.                                                                      |